# Умі юкаба
Умі юкаба (яп. 海行かば, укр. Якщо морем ми підемо) — японська військово-патріотична пісня, заснована на частині вірша-вака поета Отомо но Якамоті, яка міститься в найстарішому збірнику японської поезії Манйосю.
Після реставрації Мейдзі для вірша була написана музика, і твір став популярною військовою піснею.

## Історія
Японський уряд почав використовувати твір Отомо но Якамоті як ідеологічний інструмент вже в перші роки після реставрації Мейдзі. У XIX столітті він неодноразово цитувався на офіційних церемоніях вшанування пам'яті загиблих солдатів. У 1880 році Суейосі Тоґі поклав слова вірша на музику. У 1900 році ця музика лягла в основу Маршу військових кораблів, офіційного маршу Імперського флоту Японії.
На початку XX ст. Умі юкаба стала популярна у народному середовищі. У збірках військових пісень того часу вона йшла або першою, або другою — після Кімі ґа йо. Посилання до неї проникали в інші сфери культури, наприклад, в кінематограф (відомо щонайменше два пропагандистських фільму з назвою «Умі юкаба») та літературу (в 1933 році була написана повість для школярів, деякі розділи якої називалися по рядках пісні).
Проте найбільша популярність прийшла до пісні після того, як у 1937 році Кійосі Нобутокі написав для неї новий музичний супровід. Умі юкаба, покладена на нову строгу та ліричну мелодію, отримала визнання навіть з боку уряду. У 1939 році вона увійшла до збірки патріотичних пісень, які пропонувалося вивчати у школах.
Асоціація допомоги трону, заснована у 1940 році прем'єр-міністром Коное Фумімаро, офіційно визнала пісню важливим та потужним ідеологічним інструментом, другим за значимістю після національного гімну. У 1941 році Умі юкаба транслювалася по радіо під час оголошення імператора про вступ Японії в Другу світову війну. Наприкінці війни Умі юкаба почала асоціюватися з місіями камікадзе, оскільки їх вильоти незмінно супроводжувалися цією піснею. Після закінчення війни й окупації Японії країнами-союзниками популярність пісні пішла на спад.

## Текст
У пісні є 2 варіанти, які розрізняються останнім рядком. У першому варіанті, взятому з Манйосю (том 18, вірш 4094), останній рядок виглядає як «Каерімі ва седзі» («назад не озираючись»). Другий варіант взятий з літопису Сьоку ніхонґі (указ 13), де останній рядок записаний як «нодо ні ва сінадзі» («спокійно не помремо»). Обидві версії поширені приблизно однаково.
| Японською | Транслітерація | Українською |
| --- | --- | --- |
| 海行かば 水漬（みづ）く屍（かばね） 山行かば 草生（くさむ）す屍 大君（おおきみ）の 辺（へ）にこそ死なめ かへりみはせじ Варіант останньої строки: （長閑（のど）には死なじ） | Умі юкаба Мідзуку кабане Яма юкаба Куса мусу кабане О:кімі но Хе ні косо сінаме Каерімі ва седзі Варіант останньої строки: Нодо ні ва сінадзі | У море вийдемо - У воді вимочені трупи, У гори вийдемо - Травою порослі трупи. Імператора Біля помремо ж, Назад не озираючись. Варіант останньої строки: Спокійно не помремо. |